# فيصل الشعبي
فيصل عبد اللطيف الشعبي (1936 - 1970) نائب رئيس الجمهورية وعين من قبل الرئيس قحطان محمد الشعبي كأول رئيس للوزراء في حكومة الاستقلال في جمهورية اليمن الجنوبية الشعبية في الفترة بين 6 أبريل 1969 حتى الانقلاب الذي أتى بالرئيس سالم ربيع علي إلى السلطة في 22 يونيو 1969.

## مناصب
- عضوالوفد المشارك في مفاوضات جنيف للاستقلال.
- وزيرالتجارة والتموين.
- رئيس مجلس الوزراء ووزير الخارجية.